# Valbom (Pinhel)
Valbom is een plaats (freguesia) in de Portugese gemeente Pinhel en telt 298 inwoners (2001).